# فيالبا ديل ألكور
بلدية فيالبا ديل ألكور (بالإسبانية: Villalba del Alcor) هي بلدية تقع في مقاطعة ولبة التابعة لمنطقة أندلوسيا جنوب إسبانيا.

## الديموغرافيا
بلغ عدد سكان بلدية فيالبا ديل ألكور 3.433 نسمة عام 2011 (وفقاً للمعهد الوطني الإسباني للإحصاء).
| 3.618 | 3.589 | 3.520 | 3.422 | 3.480 | 3.510 | 3.433 |